# Roland-Klinik
Die Roland-Klinik ist ein auf Erkrankungen des Bewegungsapparates spezialisiertes Krankenhaus in Bremen. Die Klinik besteht aus verschiedenen Fachzentren: dem Zentrum für Hand- und Rekonstruktive Chirurgie, dem Zentrum für Endoprothetik, Fußchirurgie, Kinder- und Allgemeine Orthopädie, dem Zentrum für Schulterchirurgie, Arthroskopische Chirurgie und Sporttraumatologie, dem Wirbelsäulenzentrum, der Anästhesiologie und Schmerztherapie, dem Zentrum für Physiotherapie sowie dem Ambulanten Zentrum.

## Geschichte
Die Bau- und Instandsetzungs-Erlaubnis vom 10. Mai 1948 war das Startsignal für die Roland-Klinik: Der ehemalige Chefarzt des Krankenhauses Sebaldsbrück, Kucklick, gründete auf dem ehemaligen Kasernengelände am Bremer Kleine Weser und Werdersee eine Beleg-Klinik mit zunächst 60 Betten. Diese Kapazität konnte schon bald auf 80 Betten aufgestockt werden. Die Kommanditgesellschaft wurde 1956 in eine Gesellschaft mit beschränkter Haftung umgewandelt. Oberarzt Bauer, Assistenzarzt Kirchhoff und Herr Wehrmann übernahmen im selben Jahr die bestehenden Verträge und führten das Haus als Beleg-Klinik weiter. 1962 ging der Klinikkomplex in privaten Besitz über und es wurden in den Folgejahren umfangreiche Investitionen an und in den Gebäuden vorgenommen. Mit der Anerkennung der Gemeinnützigkeit der Roland-Klinik wandelte sich die Gesellschaftsform 1971 in eine gemeinnützige Gesellschaft mit beschränkter Haftung. 1972 nahm das Land Bremen die Roland-Klinik im Krankenhausplanung auf. Die Klinik kündigte die Belegarzt-Verträge und spezialisierte sich auf die drei Fachbereiche Chirurgie / Handchirurgie, Urologie und Orthopädie. Ab 1988 bot das Krankenhaus durch die Erweiterung der Orthopädie-Abteilung insgesamt 200 Betten. Um auch die internistische Versorgung sicherstellen zu können, erweiterte die Roland-Klinik im Jahr 1992 den Kooperationsvertrag mit dem Zentralkrankenhaus Links der Weser. 1993 sollte ein weiterer OP-Saal in Betrieb genommen werden, im Vorfeld erfolgte deshalb eine Grundsanierung des Altbaus. Mit der Einrichtung einer sogenannten Intermediate-Care-Einheit schaffte die Roland-Klinik 1996 eine Station zwischen normaler und Intensivstation. Überwachungsbedürftige Patienten konnten von nun an zusätzlich rund um die Uhr nach der Operation intensiver überwacht werden. Im Jahr 2002 stellte die Roland-Klinik über 100 an das Klinikgelände angrenzende PKW-Parkplätze zur Verfügung. Mit der Eröffnung der Klinik für Orthopädie II erweiterte die Roland-Klinik 2003 ihr Leistungsspektrum um die Schwerpunkte Schulterchirurgie, Arthroskopie / mikroinvasive Operationen und Sporttraumatologie. 2005 erfolgte die Eröffnung des Wirbelsäulenzentrums. Gleichzeitig wurde die Urologie geschlossen. Im gleichen Jahr erhielt die Roland-Klinik den Versorgungsauftrag für die handchirurgische Versorgung für Bremen. Damit konzentrierte sich die Klinik in ihrem Behandlungsspektrum von diesem Zeitpunkt an auf alle Beschwerden und Erkrankungen des Bewegungsapparates und positionierte sich in diesem Bereich als Kompetenzzentrum. 2006 wurden vier neue Operationssäle in Betrieb genommen. Die Roland-Klinik wurde im selben Jahr zudem von der Kooperation für Transparenz und Qualitätsmanagement im Krankenhaus (KTQ) zertifiziert. 2009 und 2011 folgte die Rezertifizierung. Das Ambulante Zentrum der Roland-Klinik wurde 2007 eröffnet.
2010 erweiterte die Roland-Klinik das bestehende Krankenhausgebäude um einen Neubau direkt neben dem Klinikgelände am Werdersee. Im Bewegungszentrum „activo“ befinden sich seitdem neben dem Zentrum für Physiotherapie der Klinik auch Arztpraxen, Seminarräume sowie seit 2011 das Café vento. Der Neubau wurde als Passivhaus geplant und realisiert.
Die Roland-Klinik ist Gründungsmitglied der Kooperationsgemeinschaft Freie Kliniken Bremen (seit 2005).

## Daten und Fakten
Die Roland-Klinik verfügt aktuell über 160 Planbetten. Sie versorgt nach eigenen Angaben 25.000 Patienten im Jahr stationär und ambulant und beschäftigt 242 Mitarbeiter (umgerechnet in Vollzeitstellen: 193).

## Fachzentren
- Zentrum für Hand- und Rekonstruktive Chirurgie
- Zentrum für Endoprothese, Fußchirurgie, Kinder- und Allgemeine Orthopädie
- Zentrum für Schulterchirurgie, Arthroskopische Chirurgie und Sporttraumatologie
- Wirbelsäulenzentrum
- Anästhesiologie und Schmerztherapie
- Zentrum für Physiotherapie

## Medizinische Schwerpunkte
- Allgemeine Orthopädie
- Endoprothesezentrum der Maximalversorgung seit 2013 (Hand, Schulter, Knie, Hüfte, Füße, Wirbelsäule)
- Hand- und Rekonstruktive Chirurgie; von der Deutschen Gesetzlichen Unfallversicherung zum Schwerstverletzungsartenverfahren Hand (SAV Hand) zugelassen und als erste handchirurgische Fachabteilung in Norddeutschland  berechtigt Arbeitsunfälle jeglichen Schweregrades an der Hand zu behandeln.
- Fußchirurgie
- Schulterchirurgie / Arthroskopische Chirurgie
- Sporttraumatologie
- Wirbelsäulenchirurgie
- Chronischer Rückenschmerz
- Kinderorthopädie
- Ambulantes OP-Zentrum
- Physiotherapie mit Bewegungsbad